# Lista de vereadores de Laje do Muriaé
Esta é a lista de vereadores de Laje do Muriaé, município brasileiro do estado do Rio de Janeiro.
A Câmara Municipal de Laje do Muriaé, é formada por nove representantes.

## Legislatura de 2021–2024
Estes são os vereadores eleitos nas eleições de 15 de novembro de 2020, pelo período de 1° de janeiro de 2021 a 31 de dezembro de 2024:
| Mesa Diretora (2021-2022)     |                       |                        |                           |
| Nome                          | Início do mandato     | Fim do mandato         | Cargo                     |
| Junior Amorim dos Santos (PT) | 1º de janeiro de 2021 | 31 de dezembro de 2022 | Presidente da Câmara      |
| Juliano Barbosa Vieira (MDB)  | 1º de janeiro de 2021 | 31 de dezembro de 2022 | Vice-presidente da Câmara |
| Lucas Terra Bastos (PDT)      | 1º de janeiro de 2021 | 31 de dezembro de 2022 | 1º Secretário             |
| Rogério Silva Alves (PDT)     | 1º de janeiro de 2021 | 31 de dezembro de 2022 | 2º Secretário             |

|   | Nome                                                                                      | Partido                                | Votos | %     | Observações |
| - | ----------------------------------------------------------------------------------------- | -------------------------------------- | ----- | ----- | ----------- |
| 1 | Luiz Tâmara Júnior, Juninho do Paca (Itaperuna, 28.05.1980–)                              | Partido Social Cristão (PSC)           | 602   | 10,02 | 1º mandato  |
| 2 | Gustavo Pinho da Silva, Gustavo do Idi (Laje do Muriaé, 10.02.1981–Itaperuna, 04.01.2022) | Partido Social Cristão (PSC)           | 502   | 8,36  | 4º mandato  |
| 3 | Juliano Barbosa Vieira (Laje do Muriaé, 17.05.1978–)                                      | Movimento Democrático Brasileiro (MDB) | 429   | 7,14  | 1º mandato  |
| 4 | Getúlio Raimundo dos Santos (Laje do Muriaé, 28.08.1955–)                                 | Movimento Democrático Brasileiro (MDB) | 365   | 6,08  | 2º mandato  |
| 5 | Thiago Oliveira Jauhar de Sousa, Thiago do Maguinho (Laje do Muriaé, 01.08.1994–)         | Partido Social Cristão (PSC)           | 298   | 4,96  | 1º mandato  |
| 6 | Carlos José de Freitas Pereira, Cazé (Laje do Muriaé, 03.12.1964–)                        | Movimento Democrático Brasileiro (MDB) | 282   | 4,70  | 2º mandato  |
| 7 | Lucas Terra Bastos (Laje do Muriaé, 12.07.1988–)                                          | Partido Democrático Trabalhista (PDT)  | 274   | 4,56  | 1º mandato  |
| 8 | Rogério Silva Alves, Rogério Peão (Rio de Janeiro, 08.09.1967–)                           | Partido Democrático Trabalhista (PDT)  | 193   | 3,21  | 2º mandato  |
| 9 | Junior Amorim dos Santos, Igor Batatinha (2021-2022) (Laje do Muriaé, 24.06.1986–)        | Partido dos Trabalhadores (PT)         | 174   | 2,90  | 1º mandato  |

## Legislatura de 2017–2020
Estes são os vereadores eleitos nas eleições de 2 de outubro de 2016, pelo período de 1° de janeiro de 2017 a 31 de dezembro de 2020:
|   | Nome                                                                           | Partido                                            | Votos | %    | Observações |
| - | ------------------------------------------------------------------------------ | -------------------------------------------------- | ----- | ---- | ----------- |
| 1 | Eudócio Moreira Cardoso, Netinho do Dinésio (Laje do Muriaé, 27.11.1980–)      | Partido Democrático Trabalhista (PDT)              | 545   | 8,70 | 1º mandato  |
| 2 | Gustavo Pinho da Silva, Gustavo do Idi (Laje do Muriaé, 10.02.1981–)           | Partido Socialista Brasileiro (PSB)                | 344   | 5,49 | 1º mandato  |
| 3 | Getúlio Raimundo dos Santos (Laje do Muriaé, 28.08.1955–)                      | Partido do Movimento Democrático Brasileiro (PMDB) | 291   | 4,65 | 1º mandato  |
| 4 | Rogério Silva Alves, Rogério Peão (Laje do Muriaé, 08.09.1967–)                | Partido Democrático Trabalhista (PDT)              | 229   | 3,66 | 1º mandato  |
| 5 | Carlos José de Freitas Pereira, Cazé (2017-2018) (Laje do Muriaé, 02.12.1964–) | Partido Trabalhista Nacional (PTN)                 | 227   | 3,62 | 1º mandato  |
| 6 | Alexandre de Souza Dias, Pestana (Laje do Muriaé, 21.05.1969–)                 | Partido Progressista (PP)                          | 209   | 3,34 | 1º mandato  |
| 7 | Wagner Bastos de Souza, Waguinho Borracheiro (Laje do Muriaé, 15.08.1977–)     | Partido Social Liberal (PSL)                       | 201   | 3,21 | 1º mandato  |
| 8 | Marco Antonio da Silva, Fi (Laje do Muriaé, 06.04.1986–)                       | Partido Republicano da Ordem Social (PROS)         | 197   | 3,14 | 1º mandato  |
| 9 | Pedro da Silveira Freitas, do Floriano (Laje do Muriaé, 04.12.1968–)           | Partido do Movimento Democrático Brasileiro (PMDB) | 164   | 2,62 | 1º mandato  |

## Legenda
| Cor  | Significado          |
| Bege | Presidente da Câmara |
| Azul | Suplente             |